# Олексіївські ворота
Олексіївські ворота (рос. Алексеевские ворота) — пам'ятник військово-інженерного мистецтва, колишні головні ворота Азовської фортеці XV століття. Самі ворота датуються пізнішим періодом — XVII-XVIII століттями. Олексіївські ворота служили південним входом у фортецю. Разом із земляним валом і ровом утворюють єдину збережену ділянку фортеці, занесену до переліку об'єктів культурної спадщини федерального значення.

## Історія
Азовська фортеця, збудована турками, була захоплена росіянами в 1696 році в результаті успішних Азовських походів під проводом Петра I. Офіційно приналежність Азова Росії було закріплено Константинопольським мирним договором, укладеним між Росією і Туреччиною. У XVIII столітті російські військові інженери під керівництвом австрійця А. Я. Лаваля здійснили перебудову фортечних валів і звели одинадцять воріт, в тому числі Олексіївські ворота. Спочатку Олексіївські ворота були дерев'яними, але в 1801-1805 роках їх перебудували в кам'яні. 
У 1935 році на території Азовської фортеці Ростовським обласним бюро охорони пам'яток були проведені археологічні розкопки. До цього часу Азовська фортеця була повністю зруйнована, від Олексіївських воріт залишилися дві паралельні кам'яні стіни. В процесі реставрації історики і архітектори намагалися надати Олексіївським воротам їх первісний вигляд. Вони являють собою ворота зі склепінчастим тунелем, складеним з каменю і цегли. На стінах воріт встановлено кілька меморіальних дощок. 

## Галерея

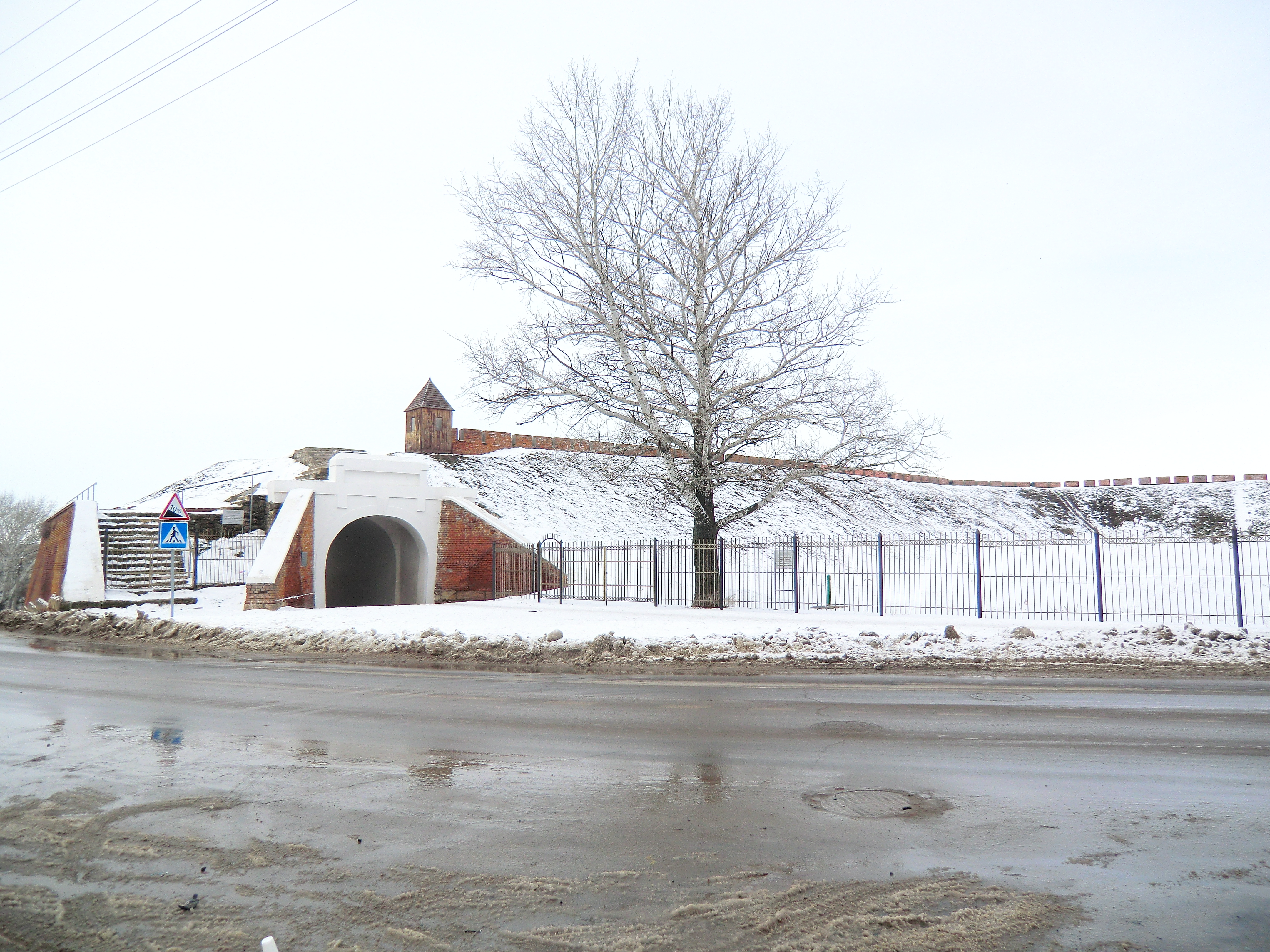
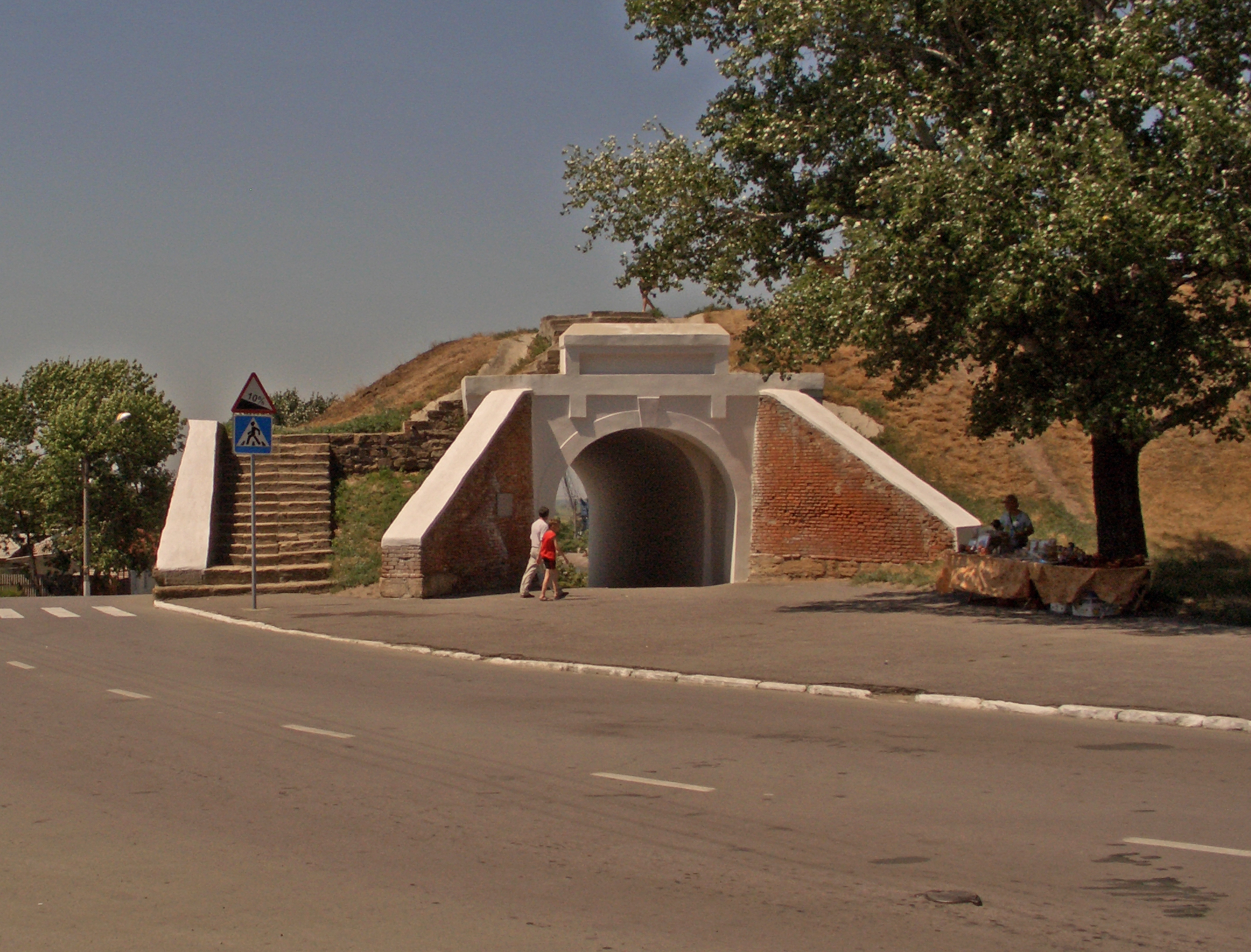